# Megachile fucata
Megachile fucata är en biart som beskrevs av Mitchell 1934. Megachile fucata ingår i släktet tapetserarbin, och familjen buksamlarbin. Inga underarter finns listade i Catalogue of Life.